# Pacote de abril
El Pacote de abril o Paquete de abril fue un conjunto extraordinario de leyes otorgado el 13 de abril de 1977 por el presidente de la República de Brasil, Ernesto Geisel, que entre otras medidas cerró temporalmente el Congreso Nacional. La prensa llamó a este conjunto de leyes el Pacote de abril. Las alteraciones a la Constitución fueron hechas por lo que se denominó "la Constituyente de la Alvorada", en alusión al Palacio de la Alvorada, residencia oficial del presidente de Brasil, dejando claro que tales alteraciones no habrían sido hechas por una Asamblea Constituyente, ni por los titulares del Poder Legislativo, sino por el jefe del Poder Ejecutivo, lo que sería, por lo tanto, ilegítimo.

## Contexto histórico
Cuatro semanas después de entrar en vigor el Ato Institucional n° 5 (AI-5) para cerrar el Congreso Nacional, el general y presidente Ernesto Geisel decretó un conjunto de leyes compuesto de una enmienda constitucional y seis decretos autoritarios con el objetivo de contener el avance electoral de la oposición y garantizar la supervivencia de la dictadura. El llamado Pacote de abril, como fue conocido, devolvió al partido ARENA el control del Legislativo, canceló las elecciones directas para gobernadores previstas para el año siguiente y determinó la elección indirecta de un tercio de los senadores, entre otras medidas. Fue el mayor retroceso político del país desde la edición del AI-5, en diciembre de 1968.

## Disposiciones legales
Este paquete legal fue presentado por una enmienda constitucional y seis decretos leyes, que una vez otorgados, alteraban las futuras elecciones. Para la convocatoria electoral de 1978 deberían haber sido renovados dos tercios del Senado, sin embargo, el temor del gobierno a un nuevo revés, como el ocurrido en 1974, cuando perdió en la mayoría de los estados de la federación, hizo que una nueva disposición garantizara la mayoría gubernamental en la Cámara Alta del país. La mitad de las vacantes en disputa sería elegida por el voto indirecto del Colegio electoral, compuesto por los miembros de las Asambleas Legislativas de los estados y delegados de las Cámaras Municipales. Así, más de un tercio de los senadores no fueron respaldados por el voto directo, sino designados por el presidente de la República. Eran los llamados senadores biônicos. Esta medida buscaba garantizar a los militares una mayor bancada en el Congreso Nacional. El "paquete" también establecía la extensión del mandato presidencial de cinco a seis años, el mantenimiento de elecciones indirectas para presidente de la república, gobernadores de los estados y de alcaldes de los municipios en áreas de Seguridad Nacional, así como el aumento de la representación de los estados menos populosos en el Congreso Nacional.[cita requerida]
Estos senadores fueron apellidados como senadores biônicos en una alusión a una serie de la televisión exhibida en la época por la Red Bandeirantes, llamada El hombre de los seis millones de dólares o también llamada El hombre biônico.
En São Paulo, por ejemplo, la ARENA eligió como candidato a Amaral Furlan el 1 de septiembre, mientras que el MDB reeligió a Franco Montoro el 15 de noviembre. Durante el referido proceso electoral, la única excepción a la regla aquí descrita ocurrió en Mato Grosso del Sur, estado recién creado, donde tres eran las vacantes en disputa: Saldanha Derzi fue elegido en la condición de biônico, Pedro Pedrossian y Vicente Vuolo fueron escogidos por el voto popular, aunque este último para un mandato de cuatro años. Por supuesto, todos pertenecían a la ARENA.
El paquete también alteró el quórum para la aprobación de enmiendas constitucionales, que pasó de dos tercios a mayoría absoluta (la ARENA, desde las elecciones de 1974, no poseía dos tercios en ambas casas del Congreso, pero mantenía la mayoría absoluta).